# Ático Ediciones
Ático Ediciones es una editorial independiente uruguaya fundada en el año 2006.

## Historia
Fundada y dirigida por la poeta Melba Guariglia, se ha dedicado principalmente a la edición de obras de poesía.
Su primer libro publicado fue "Palabra líquida" de Teresa Porzecanski, a la cual le siguió "Sospechas y silencios" de Dina Díaz. Desde el año de su creación, la editorial ha publicado más de 40 libros.
Ático Ediciones recibió el Premio Morosoli otorgado a instituciones en el año 2013, y también fueron galardonados varios autores cuyos libros fueron publicados por la editorial.